# Zelená vlna (film)
Zelená vlna je česká filmová komedie režiséra Václava Vorlíčka natočená v roce 1981 a nazvaná podle stejnojmenného rozhlasového pořadu o dopravním zpravodajství. Film sleduje příhody Pražanů v jedno letní páteční odpoledne. V jednotlivých rolích se představilo až 130 herců.
Pracovní název snímku zněl Milión každý pátek. Premiéru měl 25. června 1982.

## Děj
Děj filmu se skládá z mnoha příběhových střípků (i několikasekundových), které dohromady tvoří rozmanitou mozaiku. V úvodu zpovídá na letišti redaktor rozhlasového pořadu Zelená vlna příslušníka Veřejné bezpečnosti, jehož pracovní náplní je sledování dopravní situace nad Prahou ve vrtulníku Mil Mi-2. Mezitím jde po rušné pražské ulici postarší pán, kterého viditelně znervózňuje okolní ruch a hlasitá hudba linoucí se z reproduktorů. V jednom okamžiku se již nedokáže ovládnout a se slovy „Tady bude ticho!“ prchá pryč. Na dopravní magistrále zablokuje dáma ve Fiatu 500 provoz, jeho účastníci ale spílají řidiči liazky převážející Plzeňský Prazdroj.
Manžel telefonuje z veřejné budky manželce a sděluje jí, že už jede z práce. Má se s dětmi nachystat na odjezd z města a čekat na něj před domem. Přijede domů autobusem a zapomene na to, že auto si ráno vzal do práce, aby se stihl ze zaměstnání vrátit dřív. Na výpadovce z města způsobí dopravní nehoda kolony. Postarší manželé Reichenbergovi se rozhodnou vzdát přímou trasu na svou chalupu a zvolí objížďku, při které navštíví některé své dávné známé. Po příjezdu na chalupu se rozhodnou ji prodat prvním zájemcům.

V kanceláři sledují zaměstnanci z okna odjezd svého šéfa v Tatře 613 na poradu a těší se, že mohou zmizet z práce dřív. Šéf je vyvede z omylu, když vstoupí do kanceláře a oznámí jim, že odjezd jeho vozidla byl pouze klamný manévr, aby si ověřil, zda podřízení neopustili svá pracoviště dříve. Na vlakovém nádraží čeká vedoucí oddílu na poslední kluky, kteří se těší na výlet do přírody. Jejich zklamání nezná mezí, když najdou dříve čistý potok plný otrávených ryb.

Manželům v důchodovém věku uletí z bytu v panelovém domě papoušek. Se sousedy se dohodnou, aby večer všichni ve smluvený čas zhasli a oni jediní nechají rozsvíceno. Opeřenec se tak sám dokáže vrátit ke svým majitelům. 

Psychologovi z linky důvěry dr. Pelcovi právě končí směna, má v plánu odjet na víkend na ryby. Vtom zazvoní telefon a na druhé straně se ozve rezignovaný hlas muže, který hodlá spáchat sebevraždu. Odborník se rozhodne muže najít, než svůj záměr dokoná. S pomocí taxikáře po něm pátrá.

V pražském metru okrade mladý kapsář stařenku, když si předtím získá její důvěru. O lup jej připraví gang podobných lapků, kteří si nárokují tento rajón.

Muž v červeném renaultu vyzvedává půvabnou slečnu. Na cestě ignoruje přikázanou objížďku a pokračuje v přímé trase. Risk se mu nevyplatí, na zavřeném úseku dochází k odstřelu horniny a odletující kameny dopadají na kapotu vozidla.

Dvě studentky stopují u silnice, ale nikdo jim nezastavuje. Rozhodnou se vylepšit metodu autostopu a svléci se do půli pasu. K překvapení obou dívek jim zastaví jejich profesor literatury.

Voják dostane propustku z kasáren, venku na něj čeká jeho přítelkyně s autem. Mladík se domnívá, že pojedou na loďku, ale dívka ho zatáhne do zapřaženého karavanu. Scénu sleduje celé osazentvo kasáren.

Zloděj Fretka se připravuje do akce, má v plánu vykrást byt, jehož majitele sledoval až na letiště. Jeho úsilí však přijde vniveč, neboť vytipovaný byt je prázdný.

V pražském hostinci U Fleků okrade mladá žena německého turistu. Ke svědectví na policii jsou předvedeni i svědkové. Žena je mezi policisty dobře známa, jeden z mládenců pozná na další fotografii z policejní databáze i svou starší přítelkyni Moniku.

Dívka přemlouvá rodiče, aby ji pustili na tramp. Otec neochotně svolí, ale vyhrazuje si právo ji kdykoli zkontrolovat. Zároveň se podivuje, když si dcera balí s sebou kytaru, nevěří, že by se svým hlasem dokázala zazpívat pěknou písničku. Ona pak u ohně udivuje přátele rock 'n' rollovým hitem.
Miloš Labuda propásne vlastní svatbu, neboť se zapomene u vdané milenky. Po jistých peripetiích se dostaví do bytu rodičů své vyvolené, kde od ní dostane výprask. Tím je vše urovnáno a svatba může začít.

Zapálený zaměstnanec opravuje o víkendu ve svém volném čase stroj v továrně, aby mohl vyrábět nad normu. Asistuje mu při tom člen Závodní stráže, který mu vyčítá, že je až příliš velký dobrák. Řekne mu, že jeho kolega z druhé směny si právě vydělává peníze melouchem.

Doktor uklidňuje plačící sestřičku v nemocnici, která je zároveň jeho milenkou. Vysvětluje jí, že tento víkend musí trávit se ženou na chalupě. Sestřička mu oznámí, že poslední příjem do nemocnice z dopravní nehody je jeho žena. 

Taxikář odmítne platbu za cestu od dr. Pelce, kterému pomáhal zachránit zoufalého muže. Navíc mu nabídne zdarma odvoz na rybářský víkendový pobyt na Slapech, který by jinak propásl.